# Park Hills (Missouri)
Park Hills é uma cidade localizada no estado americano de Missouri, no Condado de St. François.

## Demografia
Segundo o censo americano de 2000, a sua população era de 7861 habitantes.
Em 2006, foi estimada uma população de 8640, um aumento de 779 (9.9%).

## Geografia
De acordo com o United States Census Bureau tem uma área de
52,2 km², dos quais 51,9 km² cobertos por terra e 0,3 km² cobertos por água.

## Localidades na vizinhança
O diagrama seguinte representa as localidades num raio de 12 km ao redor de Park Hills.